# Ján Pardavý
Ján Pardavý (* 8. září 1971, Trenčín) je slovenský hokejový útočník. Působí také jako spolukomentátor televizních přenosů z hokejových zápasů.

## Klubový hokej
S hokejem začínal v Dukle Trenčín, debut v československé lize zaznamenal v sezóně 1990/91. Během několikaletého působení v klubu patřil k nejproduktivnějším útočníkem. V ročníku 1996/97 dosáhl v 53 zápasech 42 gólů a 44 asistencí.
Od sezóny 1999/00 působil v zahraničních klubech - Vsetíně, Djurgaardenu, Znojmě, MoDo Hockey. Ročník 2006/07 začal v Dukle Trenčín, v listopadu ho angažoval ruský klub Lokomotiv Jaroslavl. Přestože podepsal smlouvu do konce sezóny, odehrál za mužstvo jen čtyři zápasy a vrátil se do Trenčína, kde se znovu zařadil mezi opory v útoku. Jeho klub dosáhl finále play off, ve kterém podlehl Slovanu Bratislava. S vedením se dohodl na prodloužení kontraktu o další rok.
Před sezónou 2008/09 přestoupil do klubu HC Banská Bystrica, od ročníku 2010/11 hraje opět za Duklu Trenčín.

## Klubové statistiky
| Sezona  | Klub                | Soutěž     | Základní část | Základní část | Základní část | Základní část | Základní část | Základní část | Play off | Play off | Play off | Play off | Play off | Play off |
| Sezona  | Klub                | Soutěž     | Z             | G             | A             | B             | TM            | + / -         | Z        | G        | A        | B        | TM       | + / -    |
| ------- | ------------------- | ---------- | ------------- | ------------- | ------------- | ------------- | ------------- | ------------- | -------- | -------- | -------- | -------- | -------- | -------- |
| 1996/97 | Spišská Nová Ves    | SE         | 35            | 2             | 1             | 3             | 26            | -18           |          |          |          |          |          |          |
| 1990/91 | Dukla Trenčín       | CSHL       | 1             | 0             | 0             | 0             | 0             |               |          |          |          |          |          |          |
| 1991/92 | Dukla Trenčín       | CSHL       | 7             | 0             | 1             | 1             | 2             |               |          |          |          |          |          |          |
| 1992/93 | Dukla Trenčín       | CSHL       | 30            | 4             | 5             | 9             | 16            |               |          |          |          |          |          |          |
| 1993/94 | Dukla Trenčín       | SE         | 42            | 17            | 6             | 23            | 36            |               |          |          |          |          |          |          |
| 1994/95 | Dukla Trenčín       | SE         | 31            | 19            | 7             | 26            | 8             |               | 9        | 10       | 2        | 12       | 14       |          |
| 1995/96 | Dukla Trenčín       | SE         | 46            | 15            | 14            | 29            | 143           | +11           |          |          |          |          |          |          |
| 1996/97 | Dukla Trenčín       | SE         | 53            | 42            | 44            | 86            | 60            | +47           |          |          |          |          |          |          |
| 1997/98 | Dukla Trenčín       | SE         | 37            | 14            | 17            | 31            | 54            | -6            |          |          |          |          |          |          |
|         | Dukla Trenčín       | EHL        | 3             | 2             | 5             | 4             |               |               |          |          |          |          |          |          |
| 1998/99 | Dukla Trenčín       | SE         | 44            | 19            | 27            | 46            | 75            | +12           |          |          |          |          |          |          |
| 1999/00 | HC Vsetín           | ČE         | 52            | 25            | 27            | 52            | 67            | +24           | 9        | 3        | 6        | 9        | 22       | +6       |
| 2000/01 | HC Vsetín           | ČE         | 46            | 12            | 25            | 37            | 46            | +18           | 14       | 10       | 2        | 12       | 14       | +9       |
| 2001/02 | Djurgårdens IF      | Elitserien | 47            | 12            | 11            | 23            | 70            | +5            | 5        | 0        | 0        | 0        | 4        | -3       |
| 2002/03 | HPK Hämeenlinna     | SM-liiga   | 52            | 17            | 27            | 44            | 69            | +25           | 13       | 1        | 1        | 2        | 12       | +4       |
| 2003/04 | HC Znojemští Orli   | ČE         | 51            | 13            | 15            | 28            | 62            | -5            | 7        | 1        | 1        | 2        | 8        | -4       |
| 2004/05 | HC Znojemští Orli   | ČE         | 18            | 5             | 4             | 9             | 41            | -4            |          |          |          |          |          |          |
|         | Dukla Trenčín       | SE         | 23            | 9             | 15            | 24            | 83            | +13           | 3        | 4        | 1        | 5        | 16       | +6       |
|         | Dukla Trenčín       | EPM        | 2             | 0             | 0             | 0             | 12            | -1            |          |          |          |          |          |          |
| 2005/06 | MoDo Hockey         | Elitserien | 47            | 8             | 14            | 22            | 36            | +2            | 5        | 1        | 2        | 3        | 6        | -2       |
| 2006/07 | Dukla Trenčín       | SE         | 41            | 19            | 16            | 35            | 50            | +38           | 14       | 6        | 7        | 13       | 22       | +11      |
|         | Lokomotiv Jaroslavl | RHS        | 4             | 1             | 0             | 1             | 0             | +1            |          |          |          |          |          |          |
| 2007/08 | Dukla Trenčín       | SE         | 50            | 13            | 24            | 37            | 126           | +18           | 13       | 3        | 10       | 13       | 39       | +5       |
| 2008/09 | HC Banská Bystrica  | SE         | 56            | 17            | 29            | 46            | 103           | +1            | 5        | 1        | 3        | 4        | 2        | +2       |
| 2009/10 | HC Banská Bystrica  | SE         | 45            | 27            | 28            | 55            | 12            | +29           | 6        | 3        | 3        | 6        | 14       | +4       |
| 2010/11 | Dukla Trenčín       | SE         | 53            | 14            | 32            | 46            | 34            | +15           | 9        | 2        | 1        | 3        | 6        | -1       |
| 2011/12 | Dukla Trenčín       | SE         | 39            | 9             | 18            | 27            | 32            | +5            | 10       | 1        | 8        | 9        | 4        | +2       |
| 2012/13 | Dukla Trenčín       | SE         | 49            | 14            | 18            | 42            | 41            | +19           | 4        | 0        | 0        | 0        | 2        | -2       |

## Reprezentace
Statistiky reprezentace na Mistrovstvích světa a Olympijských hrách:
| Turnaj             | Místo konání                                   | Z  | G | A | B  | Umístění         | Soupisky          |
| ------------------ | ---------------------------------------------- | -- | - | - | -- | ---------------- | ----------------- |
| MS 1997            | Finsko (Helsinky, Turku, Tampere)              | 8  | 3 | 1 | 4  | 9. místo         | Soupiska MS 1997  |
| ZOH 1998           | Japonsko (Nagano)                              | 4  | 1 | 0 | 1  | 10. místo        | Soupiska ZOH 1998 |
| MS 1998            | Švýcarsko (Curych, Basilej)                    | 8  | 2 | 2 | 4  | 7. místo         | Soupiska MS 1998  |
| MS 1999            | Norsko (Hamar, Lillehammer, Oslo)              | 6  | 1 | 0 | 1  | 7. místo         | Soupiska MS 1999  |
| MS 2000            | Rusko(Petrohrad)                               | 9  | 3 | 4 | 7  | Stříbrná medaile | Soupiska MS 2000  |
| MS 2001            | Německo (Norimberk, Kolín nad Rýnem, Hannover) | 7  | 0 | 1 | 1  | 7. místo         | Soupiska MS 2001  |
| ZOH 2002           | USA (Salt Lake City)                           | 4  | 2 | 1 | 3  | 13. místo        | Soupiska ZOH 2002 |
| Celkem na MS (5x)  |                                                | 38 | 9 | 8 | 17 |                  |                   |
| Celkem na ZOH (2x) |                                                | 8  | 3 | 1 | 4  |                  |                   |